# 紀北信用金庫
紀北信用金庫（きほくしんようきんこ）は、三重県尾鷲市に本店を置く信用金庫。
ATMでの預金引出し取引については、他の信用金庫と百五銀行及び三重県下JAバンク・JA三重信連のキャッシュカードは自信金扱いとなる（ただし時間外の引き出しについては手数料が必要）。

## 沿革
- 1948年6月　尾鷲信用組合として設立する。
- 1949年3月　紀北信用金庫に改組する。
- 2002年6月3日　長島信用金庫の事業を譲り受ける。
- 2004年9月　台風21号の水害で海山支店の営業を３日間臨時休業。
- 2018年9月　三重労働局と働き方改革に係る包括連携協定の締結。

## 店舗
- 三重県尾鷲市
  - 本店、中井支店、古戸支店、輪内支店、九鬼出張所
- 三重県熊野市
  - 熊野支店
- 三重県北牟婁郡紀北町
  - 長島支店、海山支店